# 814 Tauris
814 Tauris este un asteroid din centura principală, descoperit pe 2 ianuarie 1916, de Grigori Neuimin.